# Cardepia afra
Cardepia afra là một loài bướm đêm trong họ Noctuidae.